# Jerónimo Valdés de Noriega
Jerónimo Valdés de Noriega   (Viḷḷarín, 4 de maig de 1784 - Oviedo, 14 de setembre de 1855) fou un militar i polític asturià, Comte de Villarin, capità general de Catalunya, de València i de Cuba i Ministre de Guerra.

## Biografia
Va estudiar Dret en la Universitat d'Oviedo, on es va assabentar de la invasió francesa en 1808, allistant-se com a voluntari. La seva situació d'estudiant universitari i la manca d'oficials, li va facilitar, promptament, ser nomenat capità i va acabar la guerra contra Napoleó amb el grau de tinent coronel.
Abandonant, definitivament, els seus estudis, va viatjar a Amèrica al costat de José de la Serna y Hinojosa en 1816. En complot amb altres militars, va col·laborar amb la destitució del Virrei del Perú, Joaquin de la Pezuela, per De la Serna. Va arribar a ser Mariscal de Camp, destacant per les seves accions en les batalles de Torata i Corpahuaico. Després del desastre d'Ayacucho, va tornar a Espanya via França en 1824.
En esclatar la Primera Guerra Carlina, comandà les forces isabelines com a tinent general. Havia estat nomenat per Maria Cristina de Borbó-Dues Sicílies ministre de la Guerra en 1834, però al setembre de 1835 va decidir fer-se càrrec personalment del comandament de l'Exèrcit del Nord. Als pocs dies d'arribar a Vitòria, va marxar amb un poderós exèrcit a les Amescoas a Navarra a enfrontar-se amb Tomás de Zumalacárregui y de Imaz, sofrint allí la desastrosa acció d'Artaza durant els dies 20 a 22 d'abril de 1835. Refugiat a Logronyo, va rebre la visita de Lord Elliot, signant aquí el 27 d'abril de 1835 l'anomenat Conveni d'Eliot que dies abans ja havia signat Zumalacárregui a Asarta, mitjançant el qual, bàsicament, es van acordar respectar en endavant la vida dels soldats fets presoners i canviar-los sempre que fos possible realitzar-ho. Després va cedir el càrrec al general Quesada. Fou capità general de València (1834-35) i de Catalunya (1838-39), on substituí en Ramón de Meer i Kindelán. Més liberal que aquest, tendí a normalitzar la vida pública, però es mostrà inquiet per l'existència de grups polítics als quals atribuïa el desig de proclamar la independència de Catalunya. Passà un part del seu mandat en campanya contra els carlins, mentre ocupava el càrrec interinament el general Pere M. Pastors.
Després de l'arribada del seu antic subordinat i amic Baldomero Espartero a la Regència d'Espanya durant la minoria d'edat d'Isabel II, va ser nomenat Capità General de Cuba. En 1836 fou elegit diputat per Oviedo i senador per València en 1837-1839 i senador vitalici en 1845.

## Condecoracions
Al llarg de la seva carrera militar va rebre les següents condecoracions:
- Cavaller gran creu de l'Orde de Carles III.
- Cavaller de l'Orde d'Isabel la Catòlica.
- Creu Llorejada de Sant Ferran.
- Cavallero de l'Orde de Sant Hermenegild.